# Olivier Raoux
Pour les articles homonymes, voir Raoux.
Olivier Raoux est un décorateur de cinéma français, né le 10 avril 1961 à Grandrû (Oise) et mort le 22 mars 2011 à 49 ans à l'Île-Molène (Finistère).

## Biographie
Olivier Marcelin Henri Raoux, marié avec Pascale Rosier, dont il a eu trois filles, Roxane, Margot et Juliette, est le gendre de Cathy Rosier.
Il a reçu le César du meilleur décor en 2008 pour La Môme, et est également monté sur la scène du Théâtre du Châtelet pour recevoir le César des meilleurs costumes, décerné à Marit Allen, morte le 26 novembre 2007. Il succombe à un arrêt cardiaque pendant le tournage du film Les Seigneurs d'Olivier Dahan en 2011, qui lui est dédié.
Il est inhumé au cimetière du Père-Lachaise (84e division).

## Filmographie
- 1990 : Farendj
- 1991 : Women & Men 2: In Love There Are No Rules (TV)
- 1996 : Salut cousin ! de Merzak Allouache
- 1997 : La Vérité si je mens ! de Thomas Gilou
- 1998 : Ça ne se refuse pas
- 1998 : Comme une bête de Patrick Schulmann
- 1999 : Chili con carne
- 2000 : Jet Set de Fabien Onteniente
- 2001 : La Vérité si je mens ! 2 de Thomas Gilou
- 2002 : Carnets d'ado - À cause d'un garçon (À cause d'un garçon) (TV)
- 2003 : Maléfique de Éric Valette
- 2003 : Rire et Châtiment de Isabelle Doval
- 2004 : Les Rivières pourpres II - Les anges de l'apocalypse de Olivier Dahan
- 2004 : Les Dalton de Philippe Haïm
- 2007 : La Môme de Olivier Dahan
- 2007 : Un château en Espagne de Isabelle Doval
- 2008 : Les Enfants de Timpelbach de Nicolas Bary
- 2010 : La Rafle de Roselyne Bosch
- 2012 : Sur la piste du Marsupilami d'Alain Chabat
- 2012 : Les Seigneurs de Olivier Dahan